# Willem Bosch
Willem Bosch (Tilburg, 29 juli 1986) is een Nederlands scenarioschrijver en regisseur. Hij schreef aan afleveringen van onder andere de dramaseries Van God los, Penoza, Nieuwe buren en het mede door hem bedachte Feuten, alsook de bioscoopfilms Bellicher: Cel (het vervolg op Bellicher: De macht van meneer Miller) en Baantjer: het begin.
Bosch' vader was priester, zijn moeder verhalenvertelster. Zijn levenspartner Sarah Sluimer is columnist.
Bosch rondde zijn middelbare school af aan de gymnasiumafdeling van het Koning Willem II College in Tilburg. Hij deed daarna een studie scenarioschrijven aan de Nederlandse Film- en Televisieacademie (2004-2008).
In 2015 maakte hij zijn regiedebuut met de korte film Weg met Willem, die de juryprijs voor Best Narrative Short Film won op het Riverrun International Film Festival. In 2019 regisseerde hij de Telefilm Hiernamaals, die genomineerd werd voor de New Direction Competition op het Cleveland International Film Festival en de Special Jury Prize won op het Atlanta Film Festival. In het najaar van 2016 regisseerde en schreef hij de aflevering Liegbeest voor de VPRO-jeugdserie Eng.
In 2021 ging de door hem geschreven en geregisseerde dramaserie The Spectacular in première tijdens het Nederlands Film Festival.
In 2024 verscheen de door hem geschreven dramaserie Een Van Ons, een Canal+ Original gebaseerd op de moord op Marianne Vaatstra. Hij werd hiervoor genomineerd voor een Gouden Kalf voor Beste Scenario Dramaserie.
In datzelfde jaar was hij showrunner van de eerste Nederlandstalige Disney+ Original getiteld Nemesis.
In september 2012 debuteerde Bosch met zijn roman Op zwart. In 2016 volgde de columnbundel Ontaarde ouders, met zijn vriendin Sarah Sluimer. In het voorjaar van 2020 schreef Bosch mee aan de EO-serie Oorlog-stories.
- Gemeinsame Normdatei: 1027427715
- International Standard Name Identifier: 0000 0003 9868 1352
- Nederlandse Thesaurus van Auteursnamen: 350414041
- Virtual International Authority File: 269381728
- WorldCat: E39PBJv8Hvqwhvk8qTr4tv7CQq